# Брюнефлуд, Карл-Эрик
Карл-Э́рик «Э́кке» Брю́нефлуд (швед. Karl-Erik "Ecke" Bruneflod; 24 марта 1918 — 14 апреля 2008) — шведский кёрлингист.
В составе мужской сборной Швеции участник чемпионата мира 1979 (заняли седьмое место). Чемпион Швеции среди мужчин, смешанных команд, ветеранов.
Играл в основном на позиции четвёртого, был скипом команды.
Работал в Ассоциации кёрлинга Швеции как член Управляющего совета (1967—1978) и как председатель Ассоциации (1978—1982).

## Достижения
- Чемпионат Швеции по кёрлингу среди мужчин: золото (1979).
- Чемпионат Швеции по кёрлингу среди смешанных команд: золото (1969, 1974).
- Чемпионат Швеции по кёрлингу среди ветеранов: золото (1973).

## Команды
| Сезон                                          | Четвёртый           | Третий              | Второй              | Первый                | Турниры                      |
| ---------------------------------------------- | ------------------- | ------------------- | ------------------- | --------------------- | ---------------------------- |
| 1972—73                                        | Карл-Эрик Брюнефлуд | Nils Holm           | Karl-Axel Edgren    | Sten Lundqvist        | ЧШВ 1973                     |
| 1978—79                                        | Андерс Гран         | Кен Брюнефлуд       | Карл-Эрик Брюнефлуд | Рогер Бредин          | ЧШМ 1979 · ЧМ 1979 (7 место) |
| Кёрлинг среди смешанных команд (mixed curling) |                     |                     |                     |                       |                              |
| 1968—69                                        | Карл-Эрик Брюнефлуд | Ann-Marie Bruneflod | Lennart Byström     | Anna-Stina Ridderheim | ЧШСК 1969                    |
| 1973—74                                        | Экке Брюнефлуд      | Ann-Marie Bruneflod | Bo Högström         | Aina Brunzell         | ЧШСК 1974                    |

(скипы выделены полужирным шрифтом)

## Частная жизнь
Представитель семьи кёрлингистов: его сын Кен Брюнефлуд — также кёрлингист, чемпион Швеции, они вместе играли в мужской сборной Швеции на чемпионате мира 1979.